# Bagge av Botorp
Bagge av Botorp är en medeltida frälsesläkt med anknytning till nuvarande Bottorp, söder om Kalmar.
Till sätesgården i Bottorp skrev sig Tyrgils (Djäkn) Bagge och hans son Nils Bagge samt Nils Slatte. Från honom finns bevarad en inbjudan till hans moder till bröllopet i augusti 1460 med Nils Bagges dotter Margareta (Margit) 
Kända medlemmar
1. Tyrgils Nilsson Bagge
2. Hans son Nils Tyrgilsson Bagge
3. Hans sonson Tyrglis Tyrgilsson Bagge
4. Hans sonsonson Bagge Tyrgilsson Nilsson
5. Hans sonsonsonson Nils Tyrgil Baggsson